# Pałkino
Pałkino – osiedle typu miejskiego w Rosji, w obwodzie pskowskim. W 2010 roku liczyło 2924 mieszkańców.